# Oakland (Missouri)
Oakland – miasto w Stanach Zjednoczonych, w stanie Missouri, w hrabstwie St. Louis.